# Natascha Nüssler

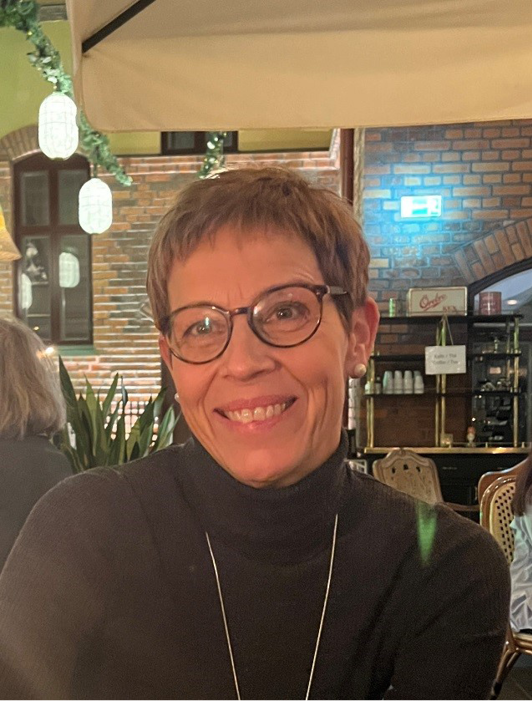
Natascha Nüssler (2023)

Natascha C. Nüssler (* 1965 in München) ist eine deutsche Wissenschaftlerin und Viszeralchirurgin in München.

## Beruflicher Werdegang
Natascha Nüssler studierte von 1984 bis 1991 an der Freien Universität Berlin und arbeitete von September 1991 bis April 2007 in der Klinik für Allgemein-, Viszeral- und Transplantationschirurgie der Charité Berlin. Nüssler promovierte im März 1993 (magna cum laude) am Institut für Molekularbiologie und Biochemie der Freien Universitat Berlin zu dem Thema Untersuchungen über den Einfluss von 16,16-Dimethyl-prostaglandin E2 und der Prostaglandinsynthesehemmer Acetylsalicylsäure und Indomethacin auf die Carboanhydraseaktivität in Epiphysen und Nieren von Hühnern.
Von April 1993 bis Juni 1995 unterbrach sie ihre chirurgische Ausbildung in Deutschland für einen von der Deutschen Forschungsgemeinschaft (DFG) geförderten Forschungsaufenthalt im Department of Surgery der University of Pittsburgh, USA.
Sie habilitierte im November 2001 im Fach Chirurgie zu dem Thema Bedeutung von intraepithelialen Lymphozyten, oxidativem Streß und endogenen Schutzmechanismen für die Integrität der intestinalen Mukosa. Im Oktober 2008 erhielt sie im Fach Chirurgie eine außerplanmäßige Professur an der LMU München.
Seit 2007 ist Nüssler Chefärztin der Klinik für Allgemein- und Viszeralchirurgie am Krankenhaus München-Neuperlach, die sie gemeinsam mit Chefärztin Mia Kim als gleichberechtigte Doppelspitze leitet.
Natascha Nüssler war von 2006 bis 2008 im Präsidium der Deutschen Gesellschaft für Chirurgie. Sie war 2012 die erste Frau an der Spitze des Konvents der leitenden Klinikschirurgen, seit 2019 ist sie im Vorstand der Deutschen Gesellschaft für Allgemein- und Viszeralchirurgie, dessen erste weibliche Präsidentin sie 2021 war.
Nüssler setzt sich für gemischtgeschlechtliche Ärzteteams, für eine Frauenquote und für die Gleichberechtigung von Frauen in der Chirurgie ein.

## Publikationen
Nüssler ist Autorin von mehr als 170 wissenschaftlichen Veröffentlichungen, vor allem zu den Themen Pankreaschirurgie, Neuroendokrine Tumore und Chirurgie der Gallenblase und der Gallenwege. Sie arbeitet aktiv in der StuDoQ|Pancreas Study Group der Deutschen Gesellschaft für Allgemein- und Viszeralchirurgie mit. Sie hat laut Datenbank Scopus einen h-Index von 30 (Stand Mai 2024). Darüber hinaus ist sie Gutachterin (Peer Review) für wissenschaftliche Fachzeitschriften wie Liver International, International Journal of Colorectal Disease und Langenbeck’s Archive of Surgery. Für ihre umfangreiche gutachterliche Tätigkeit erhielt sie 2020 den Julius-Springer-Preis für Chirurgie.

### Schriften (Auswahl)
- Die Bedeutung von intraepithelialen Lymphozyten, oxidativem Streß und endogenen Schutzmechanismen für die Integrität der intestinalen Mukosa. Berlin 2001, DNB 964112140 (Habilitation).
- Adjuvante Therapie mit Imatinib senkt die Rezidivhäufigkeit. In: InFo Hämatologie + Onkologie. Band 12, Nr. 7, 2009, doi:10.1007/BF03362639.
- Postoperative Entwicklung entscheidend für Prognose. In: InFo Hämatologie + Onkologie. Band 13, Nr. 2, 2010, ISSN 2662-1754, S. 40–41, doi:10.1007/BF03362715.
- mit Tanja Morant, Thomas Klier: Maßnahmen zur Vermeidung von Gallengangsläsionen bei schwieriger Cholezystektomie – Bail-out-Prozeduren. In: Die Chirurgie. Band 93, 2022, S. 548–553, doi:10.1007/s00104-022-01582-2.

## Privatleben
Natascha Nüssler ist Mutter von drei Kindern.